# زينب الغنيمي
زينب الغنيمي ناشطة نسوية فلسطينية. ولدت في مدينة رفح في قطاع غزة في الثّاني والعشرين من تموز عام 1953، لعائلة فلسطينية لاجئة من يافا. تزوجت في عام 1980 من عبد الرّحمن برقاوي من ذات الحزب وعضو المجلس الوطني ولها بنت.

## مسيرتها العلمية
درست الغنيمي المرحلة الأبتدائيّة في مدرسة الدرج الابتدائية ومدرسة بنات غزة الإعدادية. أمّا المرحلة الثانوية في مدرسة الزهراء في غزّة. حصلت على الثانوية العامة عام 1979 من ذات المدرسة. كما شاركت في العديد منها: دورة تدريبية حول حقوق النساء العاملات من منظمة العمل الدولية في النرويج عام 1996، بالإضافة إلى دورة تدريبية حول تطوير مشاركة المرأة في النشاط الاقتصادي من منظمة العمل العربية في تونس عام 1996، ودورة ثالثة حول دور المرأة المديرة في السلطة من وزارة التخطيط والتعاون الدولي عام 1998. 
أمّا عن المؤهّلات العلميّة فقد حصلت على درجة البكالوريوس في الحقوق من جامعة القاهرة عام 1979، وماجستير في القانون الإداري من جامعة القدس عام 2001.

## مسيرتها المهنية
عملت نائبة مدير عام التشغيل في وزارة العمل الفلسطينية عام 2003. كما شغلت منصب مديرة عامة للتشغيل والتأمينات الاجتماعية في وزارة العمل الفلسطينية خلال 2005-1995. كذلك، عملت مديرة للعلاقات العربية والدولية في وزارة العمل الفلسطينية بين أعوام (1995-2003). إضافة لشغلها منصب مديرة مركز الأبحاث والاستشارات القانونية للمرأة، الذي أسسته برفقة محاميات وناشطات النسويات، يسعين من خلال إنشائه إلى تطوير مكانة المرأة الفلسطينية على المستويين القانوني والمجتمعي؛ لتحقيق العدالة والمساواة والديمقراطية في فلسطين. 
إضافة إلى نشاطها النّسويّ فأنّ الغنيمي باحثة في مجال التشريعات. شاركت في إعداد العديد من القوانين الّتي تخصّ كلّ من: الطفل الفلسطيني، العمل، العقوبات. إضافة إلى إعداد مجموعة من الدراسات النقدية للقوانين والتشريعات الوطنية الّتي تتعلّق في كلّ من مجالي العدالة الاجتماعية والمساواة. كما أعدّت أوراق عمل ودراسات حول المرأة الفلسطينية. كما لها دراسة تحت عنوان: "المشاركة السياسية للمرأة في الانتخابات الرئاسية"، ودراسة أخرى بعنوان: "واقع النساء ذوات الإعاقة في قطاع غزة". إضافة إلى تمريرها لدروات تدريبية في مجالات تتعلّق بحقوق المرأة والنوع الاجتماعي ومفاهيم الديمقراطية وحقوق الانسان والمجتمع المدني وحقوق الطفل. 
نالت عضوية مجلس إدارة مركز شؤون المرأة منذ عام 1998، ثمَّ ترأسته، وأصبحت عضوة في مجلس أمناء مؤسسة ياسر عرفات منذ عام 2011، وعضوة في المجلس الإداري لاتحاد العام للمرأة الفلسطينية منذ عام 1985، ومستشارة قانونية في الحملة الوطنية لتطوير مشاركة المرأة في الانتخابات منذ عام 2004، ومستشارة قانونية في الحملة الوطنية لتطوير قانون الأحوال الشخصية منذ عام 2003، وعضوة في سكرتارية الائتلاف الأهلي النسوي لتطبيق اتفاقية سيداو.
مثَّلت فلسطين في عدة مؤتمرات، منها: مؤتمر تبادل الخبرات القانونية في اليابان عام 2001. إضافة إلى مشاركتها في المؤتمر الدولي الأممي للمرأة في الدنمارك. كما ومثَّلت فلسطين في ندوة الديمقراطية والعولمة في التجمعات الإقليمية المنعقد في تونس عام 1994. إضافة إلى تمثيلها الاتحاد العام للمرأة الفلسطينية في مؤتمر التضامن مع نساء فلسطين والعراق في بيروت عام 2003. كما مثَّلت وزارة العمل في مؤتمر العمل الدولي في جنيف في دورتيه المتتاليتين لعامي 2003 و 2004. ومثَّلت فلسطين في المؤتمر الإقليمي لشبكة نساء في ظل قوانين المسلمين في مدينة القاهرة عام 2006. إضافة لمشاركتها في إعداد ومناقشة وتطوير القوانين والتشريعات الوطنية مع ديوان الفتوى والتشريع واللجنة القانونية في المجلس التشريعي حتى عام 2006. كما رشَّحت نفسها للانتخابات التشريعية عام 2006 عن دائرة غزة. انخرطت الغنيمي في العمل السّياسيّ خلال فترة تأسيس السلطة الفلسطينية. واختيرت عام 2012 وزيرة في حكومة الوفاق الوطني.

## نشاطها السياسي
في أعقاب اتفاقيّة كامب ديفيد عام 1977 لوحقت قيادات الحركة الطلابية الفلسطينية؛ لذا انتقلت الغنيمي مع زملاءها إلى لبنان؛ وهذا لمنعها من دخول فلسطين. لتعمل لاحقًا في مؤسسة الإعلام الموحّد التابعة لمنظمة التحرير الفلسطينية. عاصرت حصار بيروت 1982 وإلتزمت بلبس الزي العسكري وحمل السلاح -ضمن عملها في السّلك الإعلامي - للدفاع عن نفسها في حال تعرضت للهجوم. كذلك نشرت كتاباتها في العديد من المجلّات الفلسطينيّة مثل: مجلة فلسطين الثورة، ومجلة شؤون فلسطينية، ووكالة الأنباء الفلسطينية وفا في بيروت خلال الأعوام (1979-1982). ورُحِلت مع جميع كوادر الثورة الفلسطينية مدنيين وعسكريين وفقًا لاتفاقية وقف إطلاق النار. بعد تفكيك حزب "قواعد الثّورة" بعد الحرب. كما كانت ناشطة في كوادر مركز دراسات الوطن المحتل.
انتقلت الغنيمي وزوجها ورفاقهما من لبنان إلى سورية؛ لينشطا في حزبهما "الثقافي والسياسي والتوعوي". كما تعاون الحزب مع فصائل العمل الوطني الفلسطيني والسوري بشكل سرّيّ، بعد منع أعضاء المجلس الوطني الفلسطيني من دخول سورية. لاحقًا بعد الانشقاق في حركة فتح مع نهاية عام 1982. لم يستطع زوج الغنيمي من العودة إلى سورية وبقيت الغنيمي هناك وهي حامل بابنتها الوحيدة فرح. واستقرت في مخيم اليرموك في سورية. كما كانت من مؤسسي حزب العمال الشيوعي الفلسطيني الذي حُلّ عام 1993 لتعود إلى فلسطين عام 1995.

## نشاطها النسوي
نشطت الغنيمي في الحقل النّسويّ، ورأت في القيود المفروضة على النساء الفلسطينيّات هي حلول غير جذريّة لمشاكل مثل: العنف أو التحرش؛ وبالتّالي اختيرت الحلول الأسهل على حساب حقوق النساء، مثل: كبح الحرية في الاختيار وتقييد الحركة والفصل بين الجنسين في عصر الانفتاح التّكنولوجيّ.
أبرز نشاطات الغنيمي النّوسيّة في مركز الأبحاث والاستشارات القانونية والحماية للمرأة، الّذي يُقدّم العديد من الخدمات للنساء، منها: الدعم القانوني والتمثيل القانوني المجاني أمام المحاكم ومتابعة تنفيذ قرارات المحكمة الشرعية، إضافة إلى الدعم النفسي والوساطة الاجتماعية لحل المشكلات. كما ساهمت الغنيمي في تأسيس أول مركز مختص باستضافة النساء المعنفات في عام 2011. أُطلق على هذا المركز "بيت الأمان"، لتفتتح لاحقًا، مركز حياة التابع لمركزها كما شبّك هذا المركز مع العديد من المؤسّسات النّسويّة.

## اعتقالها
اعتقلها الاحتلال في آذار عام 1969 لمدة شهرين ونصف في سجن غزة المركزي. كانت في تلك الفترة أصغر معتقلة في قطاع غزة. ثم اعتقلت للمرّة الثّانية عام 1975، وحكمت بالسجن لثلاث سنوات. قضت منها سنة سجن فعلي وسنتين مع وقف التنفيذ. إذ اعتقلت من بيت أبيها بتهم الانتماء لتنظيم إرهابي والشروع بالعمل عسكري لتصبح مهددة بالسجن المؤبد.

## آراؤها السياسية
ترى الغنيمي أن اتفاقية أوسلو أمرًا ضروريًا؛ لعدم وجود آفاق لدعم القضية الفلسطينية خاصة بعد اجتياح بيروت عام 1982، فقد وتشتُّت الثورة الفلسطينية في الخارج ما بين تونس واليمن والجزائر وسورية. وتعتقد أنّ إنهيار الاتحاد السوفيتي له أثَر في تقليص الدعم للثورة الفلسطينية، إضافة إلى حرب الكويت والعراق، فقد لعبت كلّ هذه الأحداث دورًا في حَرْف الأنظار عن القضية الفلسطينية. كما تعتقد الغنيمي أنّ الاحتلال والمنظمات الداعمة حول العالم سعت لتمزيق الساحة الفلسطينية من خلال الانقسام وعدم تمكين السلطة من الاستفادة من أوسلو. وترى أنّ هناك صعوبة في تحقيق الشراكة الوطنية؛ بسبب الاختلاف الفكريّ بين التيار الإسلامي ومنظمة التحرير. كما تشير إلى أنّه لا مستقبل على المدى القريب لوجود دولة فلسطينية، والوضع القائم هو سلطة تحت الاحتلال.